# Wilhelm Lenz
Wilhelm Lenz (ur. 8 lutego 1888 we Frankfurcie nad Menem, zm. 30 kwietnia 1957 w Hamburgu) – niemiecki fizyk, twórca modelu Isinga. Między innymi od jego nazwiska wziął nazwę wektor Laplacea-Rungego-Lenza. Stworzony przez Lenza model przyjął nazwę od nazwiska jego ucznia Ernsta Isinga, który opublikował go jako pierwszy w swojej rozprawie doktorskiej.
Był studentem Arnolda Sommerfelda uzyskał doktorat w 1911 i habilitację na Uniwersytecie w Monachium. W 1920 został profesorem nadzwyczajnym fizyki teoretycznej w Rostocku. W 1921 przeniósł się na nowo utworzony Uniwersytet w Hamburgu gdzie pozostał aż do przejścia na emeryturę w 1956 roku. 